# ماكس بانكر
ماكس بانكر (بالإيطالية: Max Bunker)‏ هو محرر وكاتب إيطالي، ولد في 24 أغسطس 1939 في ميلانو في إيطاليا.

## وصلات خارجية
- ماكس بانكر على موقع IMDb (الإنجليزية)
- ماكس بانكر على موقع قاعدة بيانات الفيلم (الإنجليزية)